# I Smile Back
I Smile Back is een Amerikaanse film uit 2015 onder regie van Adam Salky. De film ging in première op 25 januari op het Sundance Film Festival in de U.S. Dramatic Competition.

## Verhaal
Laney is een aantrekkelijke vrouw en toegewijde moeder van twee schattige kinderen. Ze heeft een perfecte man die basketbal speelt, een opgeruimd huis en een glanzende SUV voor de deur om haar kinderen naar de verschillende activiteiten te brengen. Het lijkt een perfect leven maar achter deze façade gaat iets heel anders schuil. Ze lijdt aan een depressie en nadat ze is gestopt met het nemen van haar medicamenten, schakelt ze over naar recreatieve drugs. Ze vertoont zelfdestructief gedrag en gaat met de verkeerde mannen naar bed. Dit gedrag heeft ook invloed op haar familie waardoor ze gedwongen wordt haar demonen te bestrijden.

## Rolverdeling
| Acteur          | Personage |
| --------------- | --------- |
| Sarah Silverman | Laney     |
| Josh Charles    | Bruce     |
| Thomas Sadoski  | Donny     |
| Mia Barron      | Susan     |
| Terry Kinney    | Dr. Page  |
| Chris Sarandon  | Roger     |